# Maison des paroisses
La maison des paroisses (finnois : Seurakuntien talo) ou château céleste (finnois : Taivaanlinna) est un batiment du quartier d'Amuri à Tampere en Finlande.

## Présentation
La maison paroissiale, également appelée château céleste est un bâtiment appartenant aux paroisses de Tampere. 
L'édifice est situé au centre de Tampere sur un terrain bordé par Hämeenkatu, Näsilinnankatu et Kauppakatu. 
Le bâtiment, achevé en 1956, a été conçu par les architectes Elma et Erik Lindroos
,.

## Statut
La maison paroissiale est un bâtiment en forme de boîte recouvert de carreaux avec des fenêtres en bande et de grandes surfaces vitrées. 
Le style de la maison représente le rationalisme. 
L'architecture est clairement influencées par l'architecte Viljo Revell,,.